# Tyan
Tyan Computer Corporation je výrobce základních desek pro platformy x86 (Intel, AMD), AMD 64 a IA-64MD. Společnost se specializuje na serverové, více procesorové (SMP) a hig-end desktopové základní desky. V mnoha případech lze BIOS základních desek této firmy nahradit svobodnou alternativou (coreboot, dříve LinuxBIOS), společnost Tyan uvolňuje specifikace svého hardware.